# Rehoboth (Homeland)
| Rehoboth Basterland                    | Rehoboth Basterland                        |
| -------------------------------------- | ------------------------------------------ |
| Flagge                                 |                                            |
|                                        |                                            |
| Hauptstadt                             | Rehoboth                                   |
| Größe                                  | 13.860 km²                                 |
| Einwohner                              | 11.257 (1960)                              |
| Staatsform                             | Homeland                                   |
| Vorsitzender des Exekutivrates         | 1979–1989: Johannes Diergaardt             |
| Gründung                               | 1976                                       |
| Auflösung                              | Mai 1989 (vor der Unabhängigkeit Namibias) |
| Währung                                | Südafrikanischer Rand                      |
| Autokennzeichen                        | SWA                                        |
| Lage des ehemaligen Homelands Rehoboth |                                            |

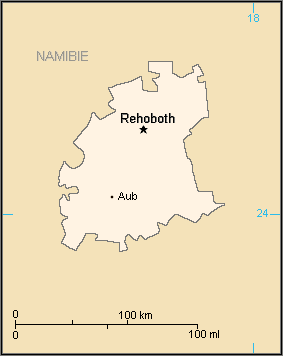
Karte des Basterlandes

Rehoboth (auch Basterland) ist ein historisches Gebiet in Südwestafrika (dem heutigen Namibia) und Heimat des Volks der Rehoboth Baster. Der Begriff stammt aus der deutschen Kolonialzeit und der Zeit der südafrikanischen Besatzung. Von 1976 bis 1990 war das Basterland ein Homeland nach südafrikanischem Vorbild. Das Gebiet hatte 1991 etwa 21.439 Einwohner und war 13.860 Quadratkilometer groß. Hauptort war Rehoboth.
Das Basterland liegt in den heutigen namibischen Regionen Hardap und Khomas. Es wird traditionell von Kapteinen geführt, die jedoch heute als einzige traditionelle Führer in Namibia nicht mehr offiziell anerkannt sind.

## Situation seit 1990
Am 20. März 1990, einen Tag vor der Unabhängigkeitserklärung Namibias, erklärte sich das „Rehoboth Gebiet“ als unabhängig.
Sie sehen ein Gebiet von 14.216 Quadratkilometern in den Grenzen von 1872 mit etwa 35.000 Einwohnern (Stand 2017), die sich aus 92 % Rehoboth Baster und 8 % Namibiern zusammensetzen, als ihr Land an.